# Fernando Dinis
Fernando Dinis (Vila Real, 25 de Julho de 1982) é um futebolista português, que joga actualmente na Zaglebie Lubin.